# Championnat du Lesotho de football 2012-2013
Navigation
Édition précédente Édition suivante
La saison 2012-2013 du Championnat du Lesotho de football est la quarante-quatrième édition du championnat de première division au Lesotho. Les douze équipes engagées sont regroupées au sein d'une poule unique où elles affrontent deux fois leurs adversaires, à domicile et à l'extérieur. En fin de saison, pour permettre l'extension du championnat à 14 équipes, les deux derniers du classement doivent disputer un barrage face à deux clubs de deuxième division.
C'est le Lioli FC qui remporte la compétition cette saison après avoir terminé en tête du classement, avec six points d'avance sur le Bantu FC et neuf sur le Lesotho Defence Force FC. C'est le troisième titre de champion du Lesotho de l'histoire du club.

## Participants
- Lesotho Defence Force FC
- Likhopo FC
- Joy FC
- Lesotho Correctional Services
- Matlama FC
- Linare FC
- LMPS FC
- Lioli FC
- Bantu FC
- Qoaling Highlanders - Promu de D2
- Mpharane Celtics FC
- Nyenye Rovers - Promu de D2

## Compétition

### Classement
Le classement est établi sur le barème de points classique : victoire à 3 points, match nul à 1, défaite à 0.
| Rang | Équipe                         | Pts | J  | G  | N  | P  | Bp | Bc | Diff |
| ---- | ------------------------------ | --- | -- | -- | -- | -- | -- | -- | ---- |
| 1    | Lioli FC                       | 46  | 22 | 13 | 7  | 2  | 30 | 10 | +20  |
| 2    | Bantu FCC                      | 40  | 22 | 11 | 7  | 4  | 33 | 19 | +14  |
| 3    | Lesotho Defence Force FC       | 37  | 21 | 9  | 10 | 2  | 25 | 13 | +12  |
| 4    | Lesotho Correctional ServicesT | 35  | 22 | 9  | 8  | 5  | 21 | 15 | +6   |
| 5    | Linare FC                      | 30  | 22 | 7  | 9  | 6  | 22 | 15 | +7   |
| 6    | LMPS FC                        | 30  | 22 | 8  | 6  | 8  | 19 | 15 | +4   |
| 7    | Likhopo FC                     | 30  | 22 | 8  | 6  | 8  | 24 | 22 | +2   |
| 8    | Matlama FC                     | 23  | 20 | 5  | 8  | 7  | 21 | 25 | -4   |
| 9    | Joy FC                         | 19  | 20 | 4  | 7  | 9  | 21 | 32 | -11  |
| 10   | Qoaling HighlandersP           | 19  | 22 | 4  | 7  | 11 | 16 | 27 | -11  |
| 11   | Nyenye RoversP                 | 16  | 21 | 2  | 10 | 9  | 13 | 27 | -14  |
| 12   | Mpharane Celtics FC            | 16  | 22 | 3  | 7  | 12 | 29 | 54 | -25  |

|  | Qualification pour la Ligue des champions de la CAF 2014                                |
|  | Participation au barrage de promotion-relégation                                        |
|  | T : Tenant du titre C : Vainqueur de la Coupe du Lesotho P : Promu de deuxième division |

- Les trois rencontres manquantes n'ont jamais été disputées.

### Matchs

#### Barrage de promotion-relégation
Nyenye Rovers et Mpharane Celtics FC, respectivement 11e et 12e de Premier League, doivent disputer un barrage face aux deux équipes vice-championnes de deuxième division pour tenter de se maintenir parmi l'élite.
| Équipe 1             | Résultat | Équipe 2            | Aller | Retour |
| -------------------- | -------- | ------------------- | ----- | ------ |
| Roma Rovers (D2)     | 1 - 2    | Nyenye Rovers       | 1 - 2 | -      |
| Sefothafotha FC (D2) | 5 - 5e   | Mpharane Celtics FC | 3 - 3 | 2 - 2  |

- Les deux clubs de l'élite se maintiennent en première division.

## Bilan de la saison
| Championnat du Lesotho de football 2012-2013                        |                     |
| Champion                                                            | Lioli FC (3e titre) |
| Coupes et trophées                                                  |                     |
| Vainqueur de la Coupe du Lesotho 2012-2013                          | Bantu FC            |
| Qualifications continentales                                        |                     |
| Ligue des champions de la CAF 2014                                  | Lioli FC            |
| Coupe de la confédération 2014                                      | Aucun               |
| Promotions et relégations                                           |                     |
| Promus en Championnat du Lesotho de football                        | Mphatlalatsane FC   |
| Promus en Championnat du Lesotho de football                        | Melele FC           |
| Relégués en Championnat du Lesotho de football de deuxième division | Aucun               |